# BIMCO

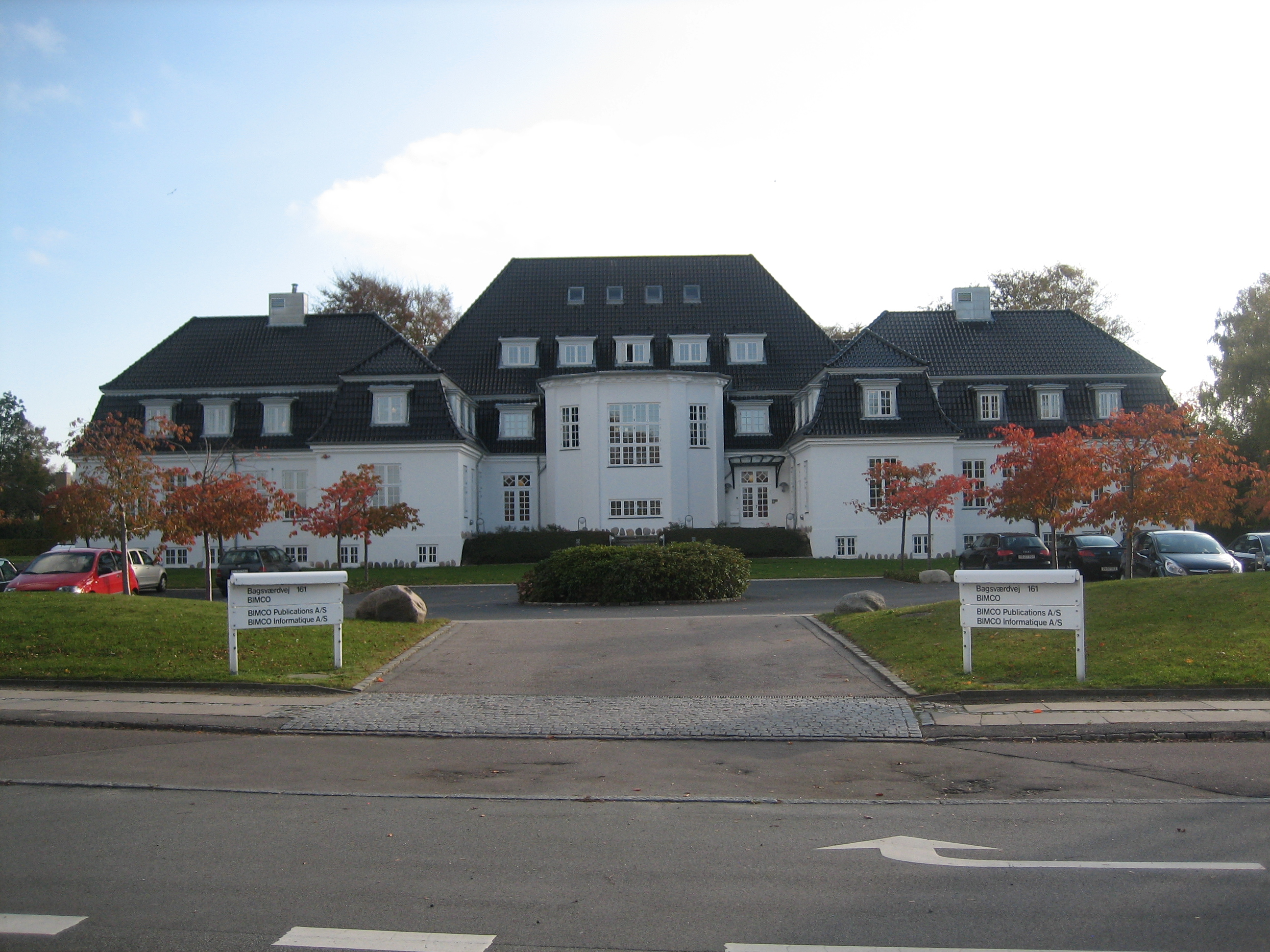
bairro

A Baltic and International Maritime Council (BIMCO) é uma organização privada formada principalmente por armadores e operadores que atuam no ramo do transporte marítimo internacional. Com sede em Copenhaga, na Dinamarca, foi criada em 1905 e, em 2023, contava com mais de 2.000 membros em 130 países, representando aproximadamente 60% da tonelagem mundial de navios mercantes.

## História
A BIMCO foi fundada com o objetivo de representar os interesses dos armadores e operadores no setor de transporte marítimo internacional. Desde a sua criação, a organização tem desempenhado um papel significativo na estruturação jurídica do transporte marítimo, desenvolvendo contratos-tipo e outros documentos baseados na experiência de seus membros. Em 2008, os membros da BIMCO controlavam cerca de 65% da frota mundial de navios mercantes, com aproximadamente 2.300 membros. Ao longo dos anos, a organização tem sido essencial no desenvolvimento de normas e práticas que facilitam o comércio marítimo global.

## Contratos e Documentos
A BIMCO desenvolve contratos padrão para várias operações no setor marítimo. Um exemplo notável é o "FERTISOV", um contrato de afretamento à viagem, utilizado no transporte de fertilizantes, incluindo ureia e muriato de potássio (KCL), com origem em portos da ex-URSS. 
A organização também publica contratos para outros tipos de serviços marítimos, como o reboque oceânico, com contratos conhecidos como TOWCON e TOWHIRE, que foram atualizados em 2021.

## Publicações e Diretrizes
Além dos contratos, a BIMCO colabora com organizações como a International Chamber of Shipping e a Witherby Publishing Group na criação de publicações e diretrizes para a indústria marítima. Em 2019, a organização publicou o "Cyber Security Workbook for Onboard Ship Use", e uma segunda edição foi lançada em 2021. Além disso, a BIMCO também emitiu diretrizes sobre bioincrustação, com o relatório "Biofouling, Biosecurity and Hull Cleaning", lançado em agosto de 2022.